# Třináct dní (film)
Třináct dní (v anglickém originále Thirteen Days) je americký historický politický filmový thriller z roku 2000, který režíroval Roger Donaldson. Dramatizuje kubánskou krizi v roce 1962 z pohledu politického vedení USA. Kevin Costner hraje hlavní roli nejvyššího asistenta Bílého domu Kennetha P. O'Donnella, Bruce Greenwood se představuje jako prezident John F. Kennedy, Steven Culp jako ministr spravedlnosti Robert F. Kennedy a Dylan Baker jako ministr obrany Robert McNamara.
Ačkoli film nese stejný název jako kniha Třináct dní ministra spravedlnosti USA Roberta F. Kennedyho z roku 1969, ve skutečnosti vychází z knihy The Kennedy Tapes: Inside the White House During the Cuban Missile Crisis od Ernesta R. Maye a Philipa D. Zelikowa z roku 1997. Jedná se o druhé dokumentární drama natočené o kubánské krizi, prvním byl televizní film The Missiles of October z roku 1974, který byl natočen podle Kennedyho knihy. Film z roku 2000 obsahuje některé nově odtajněné informace, které předchozí produkce neměla k dispozici, ale používá také větší dramatickou licenci, zejména ve výběru O'Donnella jako hlavního hrdiny. Film s rozpočtem 80 milionů dolarů získal pozitivní recenze od kritiků, kteří chválili scénář a výkony herců, ale byl kasovním propadákem, neboť utržil 66,6 milionu dolarů.

## Děj
V říjnu 1962 odhalí průzkumný letoun U-2, že Sovětský svaz rozmísťuje na Kubě jaderné rakety středního doletu. Prezident USA John F. Kennedy a jeho poradci hledají způsob, jak zabránit jejich aktivaci. Velení armády doporučuje vojenské údery a invazi na Kubu, ale Kennedy se obává, že by Sověti mohli v reakci obsadit Západní Berlín, což by mohlo vést k jaderné válce.
Americká administrativa se snaží najít řešení, které odstraní rakety bez vyvolání války. Místo blokády, která by byla považována za válečný akt, vyhlašuje „karanténu“ – americké námořnictvo bude zastavovat a kontrolovat lodě směřující na Kubu. Sověti reagují smíšeně, ale jejich lodě nakonec otočí. Pilotům špionážních letadel U-2 je nařízeno nehlásit žádné ostřelování ze strany Kuby / Sovětů, aby se zabránilo eskalaci konfliktu.
Kennedy obdrží dvě sovětské nabídky: první neoficiální návrh na stažení raket výměnou za slib neinvaze na Kubu a druhou, tvrdší podmínku požadující i stažení amerických raket Jupiter z Turecka. Kennedy se rozhodne ignorovat druhou nabídku a odpovědět na tu první. Mezitím je vojenská pohotovost v Strategic Air Command zvýšena na DEFCON 2 a dochází k neplánovanému testu jaderné zbraně, což situaci dále vyhrocuje.
Kennedy pod tlakem armády schvaluje přípravy na invazi Kuby, ale v poslední chvíli hledá diplomatické řešení. Robert Kennedy jedná se sovětským velvyslancem Dobryninem a tajně slíbí, že USA do šesti měsíců stáhnou své "zastaralé" rakety z Turecka. Sověti souhlasí se stažením raket z Kuby a krize končí bez války. Prezident Kennedy později píše kondolenční dopis rodině pilota Rudolfa Andersona, který byl sestřelen nad Kubou během průzkumné mise.